# Xanthoria karrooensis
Xanthoria karrooensis är en lavart som beskrevs av S. Y. Kondr. & Kärnefelt. Xanthoria karrooensis ingår i släktet Xanthoria och familjen Teloschistaceae.   Inga underarter finns listade i Catalogue of Life.